# Хоакин Уайлд
Майкл Пэрис (англ. Michael Paris, род. 5 октября 1986, Лос-Анджелес, Калифорния) — филиппино-американский рестлер, в настоящее время выступающий в WWE на бренде SmackDown, под именем Хоаки́н Уайлд (англ. Joaquin Wilde), где является членом группировки «Латиноамериканский мировой порядок».
Парис начал свою карьеру в 2004 году, выступая в нескольких независимых промоушенах под именем Ши́има Зи́он (англ. Shiima Xion). Он получил первую известность на национальном уровне, когда участвовал под именем Зи́ма Айон (англ. Zema Ion) в турнире X Division Showcase, проводимом Total Nonstop Action Wrestling. Хотя он не выиграл турнир, он подписал контракт с TNA. Он оставался в промоушене до 2018 года. За это время он присоединился к Робби И и Джесси Годдерзу в группировке BroMans, сменив имя на DJZ. Он бывший двукратный чемпион икс-дивизиона и однократный командный чемпион мира Impact с Эндрю Эвереттом. Он также работал в различных других промоушенах, таких как Major League Wrestling (MLW), Lucha Libre AAA Worldwide (AAA) и DDT Pro-Wrestling (DDT).

## Титулы и достижения
- AAW: Professional Wrestling Redefined
  - Чемпион наследия AAW (2 раза)[1]
- Absolute Intense Wrestling
  - Абсолютный чемпион AIW (1 раз)[2]
  - Интенсивный чемпион AIW (1 раз)[3]
  - Командный чемпион AIW (1 раз) — с Шоном Блейзом[4]
  - Турнир Тодда Петтенгилла (2011)[5]
  - Чемпион Тройной короны[6]
- Championship Wrestling Experience
  - Неоспоримый чемпион CWE (1 раз)[7]
- Dramatic Dream Team
  - Кубок Такечи по командному-скрэмблу среди шести человек (2006) — с Кудо и Миками[8]
- Far North Wrestling
  - Чемпион FNW в первом тяжёлом (2 раза)[7]
- Glory Pro Wrestling
  - Командный чемпион United Glory (1 раз) — с Эвереттом Коннорсом
- Independent Wrestling Association East Coast
  - IWA East Coast Zero-G Crown (2008)[7]
- International Wrestling Cartel
  - Чемпион супер-инди IWC Super Indy Championship (2 раза)[9]
  - Командный чемпион IWC Tag Team Championship (2 раза) — с Джейсоном Гори[10]
  - Чемпион мира IWC в тяжёлом весе (3 раза)[11]
  - IWC Super Indy IX Tournament (2010)[12]
- International Pro Wrestling
  - Чемпионат Техаса IPW в тяжелом весе (3 раза)[7]
- Lucha Libre AAA Worldwide
  - Лучший матч вечера (2017) — с Эндрю Эвереттом против Драго и Аэростара[13]
- New Era Pro Wrestling
  - Командный чемпион Соединённых Штатов NEPW (1 раз) — с Джейсоном Гори[7]
- Pro Wrestling Illustrated
  - № 71 в топ 500 рестлеров в рейтинге PWI 500 в 2013[14]
- Real Championship Wrestling
  - Чемпион RCW в первом тяжёлом (1 раз)
- Total Nonstop Action Wrestling / Impact Wrestling
  - Командный чемпион мира Impact (1 раз) — с Эндрю Эвереттом
  - Чемпион икс-дивизиона TNA / Impact (2 раза)[15]
  - Турнир на звание чемпиона икс-дивизиона TNA (2012)[15]
  - Feast or Fired (2013 — контракт на титул чемпиона икс-дивизиона)